# Bat for Lashes
Natasha Khan (nascuda el 25 d'octubre de 1979), més coneguda pel seu nom
artístic Bat for Lashes, és una cantant i compositora britànica de rock alternatiu. Natasha Khan toca el piano, el sintetitzador, la guitarra, el baix, el clavicèmbal, l'autoarpa, percussió, vibràfon.
L'àlbum debut de Khan, Fur and Gold, va ser llançat l'11 de setembre del 2006, tot aconseguint la posició 48 en les llistes d'àlbums del Regne Unit i va ser nominat el 2007 als Premis Mercury (Mercury Music Prize). L'any següent, Khan va ser candidata per partida doble als Premis BRIT com a Millor Artista Revelació i com a Millor Artista Femenina, la qual cosa li va permetre guanyar més presència mediàtica.
El segon disc de Khan, Two Suns, llançat el 6 d'abril del 2009, va aconseguir el número 5 en les llistes d'àlbums del Regne Unit i el número 17 en les d'Irlanda. El primer single extret del seu segon àlbum, Daniel, va figurar en el top 40. El segon single, titulat Pearl's Dream, va ser llançat el 22 de juny de 2009. Així com el primer àlbum de Khan, Two Suns ha estat nominat per als Premis Mercury.

## Història

### Primers anys
De pare pakistanès, Rehmat Khan (un exjugador professional d'esquaix procedent de Peshawar) i de mare anglesa, fins a l'edat de cinc anys es va criar a Wembley, lloc en què els seus pares s'havien conegut i casat anys enrere. El seu pare va decidir traslladar-se amb la seva família a la ciutat dormitori de Rickmansworth a Hertfordshire per a ajudar amb el seu entrenament al futur guanyador del Squash World Open Jahangir Khan, cosí de Natasha.
Quan era nena, juntament amb la seva germana Suraya i el germà Tariq, van assistir als partits d'esquaix del seu oncle. En una entrevista amb The Daily Telegraph, Natasha va assegurar que el seu oncle la va ajudar a inspirar-se:
«El rugit de la multitud era intens, cerimonial, tot un ritual, sentia com si la bandera arribés a les meves mans, però ho sentia d'una forma creativa. És una cosa semblant a la necessitat de créixer en una experiència comuna transcendent.»
Amb l'abandonament per part del seu pare, Natasha es bolca al piano. Decidida a interpretar peces improvisades en lloc d'assistir a les classes, Khan va sentir que el piano s'havia convertint en una via d'escapament per a les seves emocions. "Cal trobar un canal per a expressar les coses, per a treure-les fora", va dir una vegada.
Durant la seva adolescència, Khan també va ser víctima del racisme. Parlant sobre la seva experiència en clubs després de l'escola va dir: "els nois eren totalment cruels". Aquest rebuig la va portar a ser una rebel, i prendre la decisió d'abandonar l'escola i quedar-se a casa escoltant música. "La meva mare em portava a l'estació del tren i fingia pujar-hi; ella se n'anava a la feina i jo cap a casa, escoltava una cinta de Nirvana tot el dia". Amb la finalització dels seus estudis secundaris va entrar a treballar per mitja jornada en una fàbrica local d'empaquetament de targetes (ella diu que va ser una etapa molt fructífera, ja que de nit componia cançons, i de dia a la feina les anava cantant mentre marcava el ritme tot comptant les targetes que empaquetava). Amb els diners obtinguts del seu treball va decidir embarcar-se en un viatge de tres mesos per carretera a través dels EUA i Mèxic.
Després del viatge, Khan torna al Regne Unit i s'estableix a Brighton amb la decisió d'estudiar una carrera de música i arts visuals a la Universitat de Brighton.

### Fur and Gold

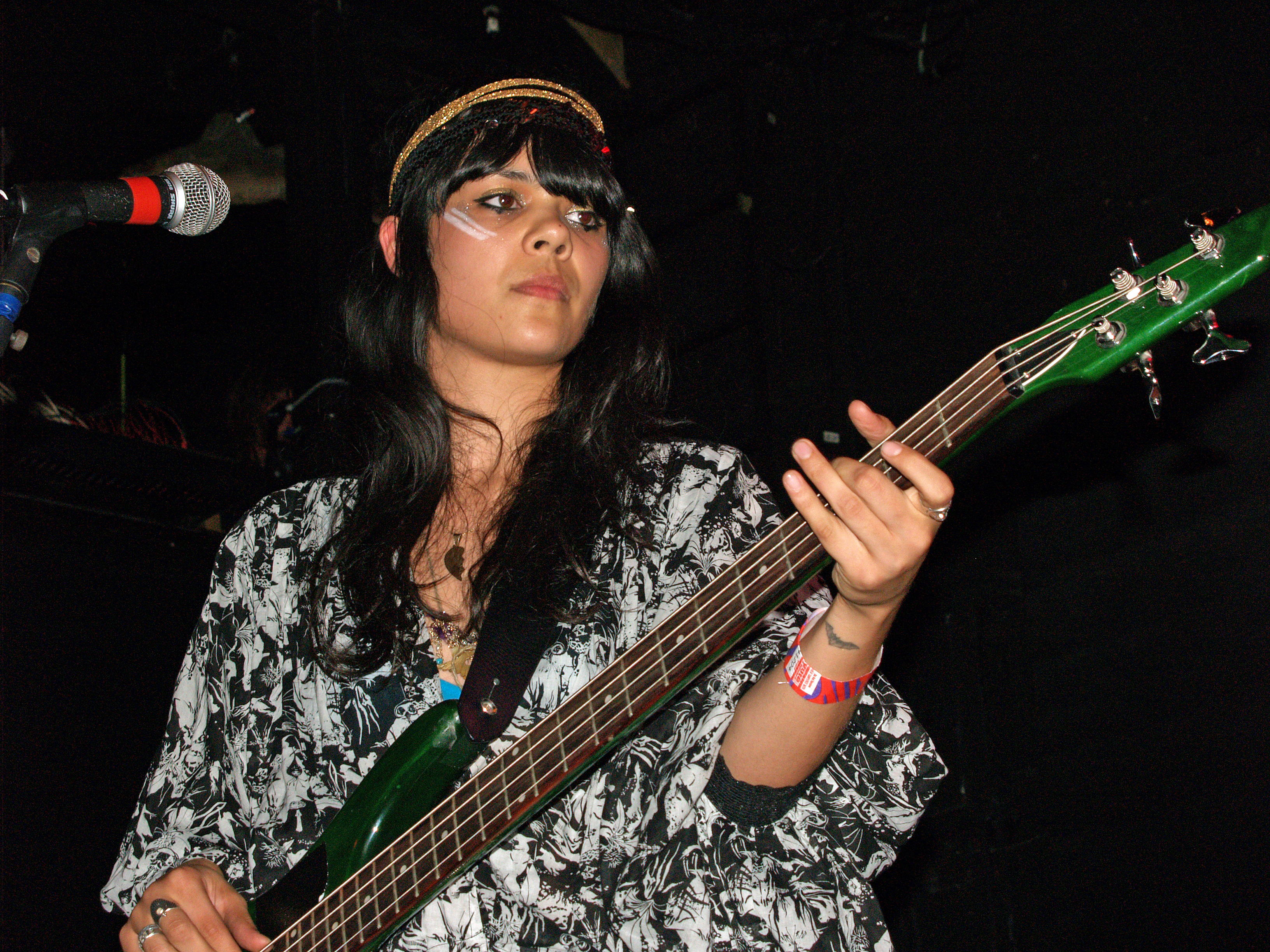
Khan tocant al Bowery Ballroom de Nova York en promoció del disc Fur and Gold

Natasha es va graduar en música i arts visuals; durant el seu període universitari el seu treball experimental es va veure influït per artistes com Steve Reich i Susan Hiller, i va desenvolupar obres multimèdia centrades en instal·lacions de so, animació i performance. Després d'acabar la universitat, va treballar com a mestra en una escola bressol i va ser durant aquest període quan va començar a escriure material per al seu primer disc.
El single de presentació de Khan,The Wizard va sortir a la venda simultàniament en format digital per mitjà de la pàgina d'internet Drowned in Sound i en vinil de 7 polzades per mitjà de SheBear Records. Posteriorment, Khan va signar un contracte amb la discogràfica Echo i va llançar el seu àlbum debut, Fur and Gold, l'11 de setembre del 2006. El 2007, Bat for Lashes es va separar d'Echo i va signar amb Parlophone. Fur and Gold va ser rellançat amb material agregat. Una edició limitada en vinil va ser llançada per la discogràfica independent Manimal Vinyl de Los Angeles el maig de 2007.

### Two Suns
El segon àlbum de Khan, Two Suns, va ser llançat el 7 d'abril del 2009 i produït per Natasha Khan i David Kosten. Durant la preparació per a l'àlbum, Khan va viatjar al desert de Joshua Tree a Califòrnia a la recerca d'inspiració abans de tornar a Nova York i Londres per a escriure i enregistrar el material.
 Two Suns és un àlbum concepte basat en Pearl, un àlter ego de Khan la personalitat del qual va adoptar durant la seva estada a Nova York per a aconseguir un major enteniment del personatge. L'àlbum va debutar en el número 5 de la cartellera britànica i va tenir una recepció favorable entre la crítica.
L'1 de maig del 2009, Two Suns va ser disc de plata per vendes superiors a les 60.000 unitats al Regne Unit, i el 31 de juliol del 2009 l'àlbum va ser disc d'or per vendes majors a les 100.000 unitats. El single Daniel va ser nominat per al Premi MTV (MTV Video Music Awards) com a millor vídeo revelació.

### The Haunted Man
A principis del 2010, Khan va estar de gira per Sud-amèrica al costat de Coldplay. A mitjans del 2010, va col·laborar amb Beck en la cançó Let's Get Lost de la saga Crepuscle: Eclipsi. Khan va expressar el seu interès per treballar amb Beck en el seu tercer àlbum.
El 2010, Bat for Lashes va aportar la cançó Sleep Alone de Two Suns per a l'àlbum realitzat per Enough Project i Downtown Records Raise Hope for Congo. Els ingressos recaptats pel recopilatori es van destinar a fons per a la protecció de les dones al Congo, i va inspirar a persones de tot el món per a manifestar-se a favor de la pau al Congo. Per al Record Store Day del 2010, Bat for Lashes va llançar un exclusiu doble single que contenia a la cara A un directe de Trophy i a la cara B Howl, gravat a De La Warr Pavilion i una versió de Wild Is the Wind, originalment escrita per Dimitri Tiomkin i Ned Washington.
El 2011, Khan va gravar una versió de la cançó de Depeche Mode Strangelove per a una campanya publicitària de Gucci. La cançó va ser llançada com una descàrrega gratuïta des del canal de Gucci a YouTube i diversos blogs. El juny de 2011, Khan va realitzar dos concerts a l'Òpera de Sydney com a part del festival Vivid Live Arts, que van ser les seves úniques actuacions d'aquest any.
El maig de 2010, Khan va dir que estava començant a escriure el seu tercer àlbum i "volia invertir més temps amb aquest". Al juny de 2012 es va anunciar que l'àlbum, titulat The Haunted Man, seria publicat el 15 d'octubre de 2012 al Regne Unit. L'àlbum va arribar a posicionar-se en el 6è lloc de les llistes britàniques. El primer single de l'àlbum, anomenat Laura, va ser prèviament presentat en directe, i va ser llançat digitalment el 24 de juliol. El vídeoclip va ser llançat juntament amb la coberta de l'àlbum. El segon senzill de l'àlbum All Your Gold va ser llançat el 3 d'octubre, juntament amb el vídeoclip, dirigit per Noel Paul.

## Discografia
- Fur and Gold (2006)
- Two Suns (2009)
- The Haunted Man (2012)

## Premis i nominacions
| Any  | Premi                                                    | Categoria                                                       | Resultat  |
| ---- | -------------------------------------------------------- | --------------------------------------------------------------- | --------- |
| 2007 | Mercury Prize (Premis Mercury)                           | Fur and Gold                                                    | Nominat   |
| 2007 | ASCAP Awards                                             | Vanguard Award                                                  | Guanyador |
| 2007 | MTV Europe Music Awards                                  | MTV Europe Music Award for Best Video (What's a Girl to Do?)    | Nominat   |
| 2008 | Brit Awards                                              | British Breakthrough Act (Artista britànic més "trencador")     | Nominat   |
| 2008 | Brit Awards                                              | British Female Solo Artist (Artista britànica femenina solista) | Nominat   |
| 2009 | Mercury Prize (Premis Mercury)                           | Two Suns                                                        | Nominat   |
| 2009 | MTV Video Music Awards                                   | Breakthrough Video (vídeo més "trencador") (Daniel)             | Nominat   |
| 2009 | Best Art Vinyl of 2009 (Millor portada de disc del 2009) | Two Suns                                                        | Nominat   |
| 2010 | Brit Awards                                              | British Female Solo Artist (Artista britànica femenina solista) | Nominat   |
| 2010 | UK Asian Music Awards                                    | Best Alternative Act                                            | Guanyador |
| 2010 | Ivor Novello Awards                                      | Best Contemporary Song (Millor cançó contemporània) (Daniel)    | Guanyador |
| 2013 | Brit Awards                                              | British Female Solo Artist (Artista britànica femenina solista) | Nominat   |
| 2013 | Virgin Media                                             | Best Album of 2012 (millor àlbum del 2012)                      | Nominat   |